# Jean-Pierre Jeunet
Jean-Pierre Jeunet (ur. 3 września 1953 w Roanne) – francuski reżyser, scenarzysta i producent filmowy.

## Życiorys
Jego wczesne filmy, zwłaszcza stworzone z Markiem Caro toczą się w przyszłości, ale w atmosferze retro, co podkreśla kolorystyka zdjęć.
Jeunet obsadza swoje filmy aktorami o niezwykłych twarzach i często używa obiektywów szerokokątnych, aby otrzymać charakterystyczny zniekształcony obraz. Dominique Pinon wystąpił we wszystkich pięciu długometrażowych filmach Jeuneta, a Ron Perlman w Mieście zaginionych dzieci oraz w Obcym: Przebudzenie. Sam reżyser, pytany o cechy charakterystyczne swojego kina, powiedział: Tony są ciepłe, aktorzy mają wyraziste gęby, dialogi pachną Jakiem Prévertem i zawsze pojawia się motyw dzieciństwa.
Sukces Miasta zaginionych dzieci spowodował zaproszenie reżysera do pracy nad czwartą częścią Obcego (Obcy: Przebudzenie). Nieprzychylnie przyjęty przez krytykę Obcy IV okazał się sukcesem kasowym i pozwolił Jeunetowi sfinansować następny projekt – Amelię, która została nominowana do Oscara w kilku kategoriach i do nagrody Cezar (w 13 kategoriach – otrzymała 4).
Jeunet miał zekranizować powieść Życie Pi, ale ostatecznie nie doszło to do skutku. Sam powiedział: Poświęciłem dwa lata na projekt Life of Pi, który miałem realizować dla 20th Century Fox, ale już wiadomo, że tego filmu nie zrobię - być może zrealizuje go Ang Lee.
Zasiadał w jury konkursu głównego na 52. MFF w Wenecji (1995). Przewodniczył obradom jury sekcji „Cinéfondation” na 51. MFF w Cannes (1998).

## Filmografia
| Rok  | Tytuł | Reżyser | Scenarzysta | Producent |
| ---- | --- | ------- | ----------- | --------- |
| 1978 | L’évasion (krótkometrażowa animacja zrealizowana wspólnie z Markiem Caro)                                   | T       | T           |           |
| 1980 | Le manège (krótkometrażówka)                                                                                | T       | T           |           |
| 1981 | Bunkier ostatniego strzału (Le bunker de la dernière rafale, krótkometrażówka we współpracy z Markiem Caro) | T       |             |           |
| 1984 | Nie ma wytchnienia dla Billy’ego Brakko (Pas de repos pour Billy Brakko, animacja krótkometrażowa)          | T       | T           |           |
| 1989 | Głupstwa (Foutaises, animacja krótkometrażowa)                                                              | T       | T           |           |
| 1991 | Delicatessen (Delicatessen, wspólnie z Markiem Caro)                                                        | T       | T           |           |
| 1995 | Miasto zaginionych dzieci (La cité des enfants perdus, wspólnie z Markiem Caro)                             | T       | T           |           |
| 1997 | Obcy: Przebudzenie (IV część serii Obcy)                                                                    | T       |             |           |
| 2001 | Amelia (Le Fabuleux Destin d’Amélie Poulain)                                                                | T       | T           |           |
| 2004 | Bardzo długie zaręczyny (Un long dimanche de fiançailles)                                                   | T       | T           | T         |
| 2009 | Bazyl. Człowiek z kulą w głowie (Micmacs à tire-larigot)                                                    | T       | T           | T         |
| 2013 | Świat według Spiveta (The Young and Prodigious T.S. Spivet)                                                 | T       | T           | T         |
| 2015 | Casanova (TV)                                                                                               | T       |             |           |
| 2016 | Deux escargots s’en vont (animacja krótkometrażowa)                                                         | T       |             |           |
| 2022 | BigBug | T       | T           | T         |

## Teledyski
| Rok  | Tytuł                      | Artysta           |
| ---- | -------------------------- | ----------------- |
| 1984 | „La Fille aux bas nylon”   | Julien Clerc      |
| 1985 | „Zoolook” (z Markiem Caro) | Jean-Michel Jarre |
| 1987 | „Tombé pour la France”     |                   |
| 1987 | „Hélène”                   | Julien Clerc      |
| 1988 | „Souvenez-vous de nous”    | Claudia Phillips  |
| 1989 | „Cache ta joie”            | Claudia Phillips  |
| 1991 | „L’autre joue”             | Lio               |
| 2017 | „Pourvu”                   | Gauvain Sers      |